# 신탁 (법률)
신탁(信託)은 일정 목적으로, 재산권을 처분하는 계약을 말한다.
신탁의 정확한 정의는 신탁법 제1조 제2항에 규정되어 있는데, 신탁설정자(위탁자)와 신탁을 인수하는 자(수탁자)와 특별한 신임관계에 기하여 위탁자가 특정의 재산권을 수탁자에게 이전하거나 기타의 처분을 하고 수탁자로 하여금 일정한 자(수익자)의 이익을 위하여 또는 특정의 목적을 위하여 그 재산권을 관리, 처분하게 하는 법률관계를 말한다.
미국에서는 유형자산(property) 신탁자를 settlor, trustor, grantor, donor, creator 등으로 부르며, 수탁자(신탁 관리자)는 trustee, 수익자는 beneficiary라고 부른다.
재산의 운영으로부터 생기는 이익은 특약으로 정해진 수익자(위탁자뿐만 아니라 제3자라도 가함)가 취득한다. 이것은 재산을 맡긴다는 점에서 임차와 비슷하나 단순히 보관뿐만 아니라 신탁재산의 처분까지도 맡긴다는 점에 특색이 있다. 보통은 계약으로 행하는데 유언에 의한 경우도 있다(신탁 2조).
신탁은 영미법 계통의 나라에서 발달된 것으로서 대륙법 계통에 속하는 한국은 민법상의 전형계약에 이를 포함하지 않고, 신탁법에서 따로 규정하고 있다.
한국에서의 신탁의 법률관계는 1922년에 제정된 일본의 신탁법을 조선민사령 1조가 의용(依用)한 때부터이다. 한국에서 신탁에 관한 법률관계가 명료하게 된 것은 이 때부터이라고 해도 좋다. 조선민사령(朝鮮民事令)이 의용(依用)했던 일본의 신탁법은 한국의 신탁법이 시행됨에 따라 폐지되었다.
신탁은 재산(금전이나 부동산)을 잘 이용하는 방책을 가지지 못한 자가 그 전문가에게 재산을 맡겨서 잘 운영하도록 하는 데 경제적 효용이 있다. 신탁은행은 금전신탁을 하는 것이 보통이나 유가증권이나 부동산을 신탁의 목적물로 하는 경우도 있다.

## 특성
신탁업의 특성에는 다음과 같은 것이 있다.
1. 3면 관계(三面關係) ― 신탁수탁에 있어서는 예금에 있어서 예금주와 은행이라는 2면관계가 성립하는 것과는 달리, 위탁자·수탁자·수익자라는 3면관계가 성립한다.
2. 재무관리기능(財務管理機能) ― 은행업무는 주로 자금의 유무상통(有無相通)을 매개하는 것을 대상으로 하나, 신탁업은 무형재산권 및 동산임차권(動産賃借權) 등 재산가치의 평가가 극히 어려운 몇 가지의 재산권을 제외한 폭 넓은 재산권(物權·債權 및 有價證券)을 수탁대상으로 하고 신탁계약에 따라 다양하게 특약을 할 수가 있어 기성자본(旣成資本) 또는 축적자본(蓄積資本)의 관리 운용을 담당하는 것이다. 따라서 신탁업을 '재무의 백화점'이라고도 한다.
3. 분별관리(分別管理) ― 신탁업자의 고유재산과 수탁재산을 별도로 구분, 분별관리함은 물론, 서로 목적이 다른 수탁재산, 재산형태가 다른 수탁재산은 분별관리를 원칙으로 한다.
4. 실적배당주의(實績配當主義) ― 수탁업자는 수익자를 위해 재산을 관리·처분하는 것이므로 수익을 모두 수익자에게 교부해야 한다. 수익이 많으면 많은 대로 교부하고, 없으면 교부하지 않아도 무관하다는 것이 신탁업의 원칙이며 예금이자율이 확정적인 것과 대조적이다. 이를 한편 '수수료주의 (手數料主義)'라고도 한다.
5. 선관의무(善管義務)의 원칙 ― 신탁관리는 '대리자(수탁자)가 본인(위탁자 및 수익자)을 위하여 자신(수탁자)의 명의로 하는 행위'이므로 본인관리나 대리관리와 다르다. 자신의 이름으로 행위한다도 하더라도 수탁재산은 자기재산이 아니기 때문에 함부로 관리할 수 없으며, 신탁법 제28조의 원칙에 따라 '선량한 관리자의 주의'로써 해야 한다.

## 분류
신탁은 위탁자·수탁자 및 수익자의 자격, 신탁의 목적, 위탁 시기, 신탁재산의 형태·운용방법에 따라 여러 가지로 구분할 수 있는 바, 대표적인 것으로는 다음과 같은 것이 있다.
1. 공익신탁(公益信託)과 사익신탁(私益信託) ― 학술·종교·제사·자선·기예(技藝)·체육진흥 등 공익을 목적으로 하는 것을 공익신탁, 일반의 개인적 이익을 목적으로 하는 것을 사익신탁이라 한다.
2. 자익신탁(自益信託)과 타익신탁(他益信託) ― 위탁자와 수익자가 동일인인 경우는 자익신탁, 위탁자 이외의 제3자가 수익을 수취하는 경우는 타익신탁이라 한다.
3. 생전신탁(生前信託)과 유언신탁(遺言信託) ― 위탁자가 생전에 수탁자와 계약으로 성립되는 것을 생전신탁, 유언으로 설정된 것을 유언신탁 또는 사후신탁(死後信託)이라고 한다.
4. 영업신탁(營業信託)과 비영업신탁(非營業信託) ― 신탁의 인수를 영업으로 하는 신탁을 영업신탁(商事信託), 그렇지 않은 것을 비영업신탁(民事信託)이라고 한다.
5. 관리신탁(管理信託)과 처분신탁(處分信託) ― 신탁재산의 관리만을 목적으로 하는 것을 관리신탁, 처분을 목적으로 하고 처분시까지의 관리도 하는 것을  처분신탁이라 한다.
6. 설정신탁(設定信託)과 법정신탁(法定信託) ― 위탁자의 자유의사에 따라 설정하는 것을 설정신탁 또는 임의신탁(任意信託)이라 하고, 법률의 작용으로 발생하는 신탁관계를 법정신탁 또는 추정신탁(推定信託)이라 한다.
7. 능동신탁(能動信託)과 수동신탁(受動信託) ― 수탁자가 신탁재산의 관리·처분을 적극적으로 하는 신탁을 능동신탁 또는 적극신탁(積極信託)이라 하고, 수탁자가 다만 권리(또는 名義)자에 불가할 뿐 적극적으로 신탁재산의 관리처분을 하지 않는 것을 수동신탁 또는 명의신탁(名義信託)·나신탁(裸信託)이라 한다.
8. 일반신탁(一般信託)과 특별신탁(特別信託) ― 신탁법의 적용만을 받는 일반적인 신탁을 일반신탁, 신탁법 외의 특별법의 적용을 받는 신탁을 특별신탁이라 한다.
9. 집단신탁(集團信託)과 개별신탁(個別信託) ― 대중으로부터 신탁목적을 같이 하는 재산을 모아서 하나의 집단(合同運用)으로 운용하는 것은 집단신탁, 개별적인 위탁자로부터 수탁한 재산만을 단독으로 운용하는 것을 개별신탁이라 한다.
10. 적법신탁(適法信託)과 위법신탁(違法信託) ― 신탁의 목적이 법률에 위반되지 않은 것은 적법신탁, 위반되는 것은 위법신탁인데 이에는 탈법신탁(脫法信託)·소송신탁(訴訟信託) 및 사해신탁(詐害信託)이 있다.
11. 선언신탁(宣言信託)과 계약신탁(契約信託) ― 일정한 재산을 신탁재산이라고 소유자 자신이 선언함으로써 설정되는 신탁을 선언신탁이라 하고 그 선언행위를 신탁선언이라고 하는데, 우리나라 신탁법에는 이러한 제도가 없으며 후자의 당사자간에 계약으로 성립되는 계약신탁만이 인정되고 있다.
12. 취소가능신탁(取消可能信託)과 취소불가능신탁(取消不可能信託) ― 위탁자에게 신탁계약취소권이 유보되어 있는 것과 없는 것으로 구분한다.
13. 개인신탁(個人信託)과 법인신탁(法人信託) ― 위탁자가 개인이냐 법인이냐에 따라 구분한다.
14. 금전의 신탁, 동산의 신탁, 유가증권의 신탁, 금전채권의 신탁, 토지와 그 정착물(부동산)의 신탁, 지상권(地上權)의 신탁, 전세권(傳貰權)의 신탁, 토지임차권(土地賃借權)의 신탁 ― 이상의 각종 신탁은 신탁인수 당시 재산형태가 금전이냐 동산이냐 등등에 따라 구분하는 것으로, 신탁업자(신탁은행)가 업무취급상 편의에 따라 이러한 구분을 하는 것이 일반적이며, 신탁계정의 대변계정과목도 이런 구분으로 되어 있다.

## 나라별 신탁

### 영국
영국은 신탁제도의 발상지이다. 그러나 이 나라에 있어서는 개인이 친척이나 친구의 의뢰를 받아 무보수로 신탁의 인수를 하는 것이 원칙적인 것으로 되어 왔으며, 신탁의 수탁을 업으로 하는 신탁회사의 발생은 1886년에 이르러서 '에든버러 신탁회사(Edinburrgh The Public Trustee, Limited)'가 설립된 것이 처음이다.  이와 같이 신탁회사의 출현이 늦어져 오히려 미국으로부터 역수입된 감이 있는데, 그 원인은 영국인의 보수적 기질과 법인수탁자의 활동범위를 법률로 크게 제한하고 있는데 연유한 것으로 알려지고 있다.  영국에서의 법인수탁자는 보험회사·은행·보호예수회사·투자신탁회사 등이 있으나, 그 중 신탁업 겸영을 처음 시작한 것은 보험회사였다. 따라서 오늘날 보험회사들은 신탁업 겸영권을 가지고 있는 것이 많은데 실제로는 신탁업을 활발히 하지 않고 있으며 보험계약자에 대한 부수적인 봉사로 영위되고 있는 정도이다.  은행이 신탁업에 개입한 것은 1908년에 미들랜드 은행이 'The Midland Bank Executor and Trust Company'란 자매회사를 설립한 것이 처음이며, 다른 4대은행과 소은행도 이를 따라 신탁업을 겸하고 있는데 대부분 신탁부를 설치해서 운영하고 있다.  따라서 영국내에는 독립된 신탁회사가 극히 적다.  영국에는 신탁에 관한 특별법이 없고, 단지 1899년의 회사법(Bodies Corporate Act)에 의하여 인정되고 있다. 영국에 있어서의 수탁자는 개인 수탁자·일반 수탁자(public trustee)·법인수탁자의 셋으로 구분할 수 있다. 그 업무내용은 개인수탁자에 있어서는 ① 유언의 집행, ② 부(夫) 또는 처(妻)의 재산관리, ③ 투자에 대한 지식이 없는 사람을 위한 재산관리, ④ 종교·자선 기타 공공목적을 위한 신탁 등이고, 일반수탁자에 있어서는 ① 유언집행, ② 일반의 재산관리신탁이다. 또 법인수탁자에 있어서는 ① 유언집행, ② 일반재산관리신탁, ③ 담보부사채의 담보권 수탁, 유닛트러스트(unit trust：계약형 투자신탁의 1형태)업무를 취급하고 있다.

### 미국
영국에서 발생한 신탁제도가 미국에 수입됨으로써 미국 신탁업은 경제발전에 따라 발달하고 있었던 회사기업을 배경으로 회사조직에 의한 영업신탁으로 발전하였다. 1818년의 '매사추세츠 질병보험회사(Massachusetts Hospital Life Insurance Company)'가 신탁업의 선구라는 것이 통설이나, 법률상 공적으로 신탁업 특허를 얻은 것은 1822년의 '농민화재보험 대부회사(Farmer's Fire Insurance and Loan Company)'이고 사명에 '트러스트(trust)'라는 문자를 처음 사용한 회사는 1830년 3월 영업면허를 얻은 '뉴욕 생명보험 신탁회사(The New York Insurance and Trust Company)'이다. 그러나 신탁업만을 전문으로 하는 최초의 신탁회사는 1853년에 출현한 '미국 신탁회사(United States Trust Company)'이다. 미국에서 신탁업을 하는 법인은 신탁회사·국법(國法)은행·주법(州法)은행·저축은행의 4가지이며, 그 외에 보험회사가 경영하는 것도 약간 있다.  미국에 있어서 협의의 신탁회사는 각주의 신탁회사법의 지배를 받고 있는데 그 업무범위는 극히 광범하여 개인 신탁·회사신탁 등 신탁업무 외에 각종 대리사무 및 부수업무를 영위함은 물론 다시 저축은행업무를 겸영할 수 있고, 또 생명보험·신용보증(身元保證)·부동산권리보험 등의 겸영을 허용하고 있는 주도 허다하다.  이와 같이 신탁회사의 업무범위가 넓으므로 '재무의 백화점(department store of finance)' 또는 '옴니버스식 금융기관(omnibus of financial institutions)' 등으로 속칭되고 있는데 그 업무중 주요한 것을 보면 다음과 같다. ① 유언의 집행, ② 유산의 관리, ③ 유언신탁의 수탁, ④ 후견인·보좌인으로의 지정, ⑤ 계약신탁의 수탁, ⑥ 보험신탁수탁, ⑦ 보호예수, ⑧ 투자관리업무, ⑨ 에스크로(escrow)대리인, ⑩ 공동신탁기금, ⑪ 법인사업, ⑫ 단체업무 등이다.

#### 유효한 신탁
유효한 신탁은 다음 중 하나의 방법에 의해 생성 될 수 있다.
1. 그는 수탁자로서의 성질을 보유하고있는 부동산 소유자에 의한 선언
2. 수탁자로 다른 소유자의 평생 동안 재산의 이전.
3. 소유자의 죽음 (유언)시에 의지 촬영 효과에 의해 재산의 이전
4. 수탁자로 다른 사람의 임명권을 행사
5. 신탁을 설정을 하는 법적 강제력 있는 약속

#### 신탁 생성 사례
2021년?? 지적능력에 이상이 없는 김씨 할머니는 신탁기금에 10억원을 증여하고 신탁의 수혜자로 평소에 열심히 다니던 불국사로 정하였다. 신탁문서에는 수탁자를 지정하지는 않았지만 수탁자의 광범위한 권한 등을 명시하였다. 이 경우 법원은 수탁자를 지정할 수 있다.

#### 신탁 설정방법
- 의도 : 위탁자가 신탁을 만드는 의도를 명시하여야 한다.
- 속성 : 신탁은 식별 가능한 특성을 가지고 있어야 한다.
- 목적 : 불법 또는 공공 정책에 반하지 않는 목적을 가지고 있어야 한다.
- 수혜자 : 그것은 자선 신탁이거나 수혜자의 선택은 수탁자의 재량권을 부여하지 않는 한, 확인 가능한 수혜자가해야 합니다

#### 수탁인의 권한
수탁자의 신탁 자체 규정에 따라 열거된 권한을 보유한다. 수탁자는 그러한 판매 또는 신탁 재산을 임대, 합리적인 비용을 부담하고 돈을 빌리거나 사업을 운영 할 수 있도록 신뢰할 조항을 실시하기 위해 필요하고 적절하고 묵시적인 권한을 가지고 있다.

#### 수탁인의 의무
- 수혜자의 요구가 없는 경우에도 계정정산 및 신탁의 수입 지출 내역 등을 정기적으로 수혜자에게 통지한다.
- 전통적인 규칙에 따르면 수탁자 의무를 타인에게 위임하지 않는다. 현대적인 견해에는 위임을 하는 자를 선택할 때 수탁자가 상당한 주의와 노력을 기울이는 경우 위임이 허용된다.
- 소득의 수혜자와 잔여권 수혜자를 공정하게 대우해야 한다
- 투자를 다양화하고 투자와 의무를 조사 할 의무가 포함되어 자신의 업무를 취급하고 합리적인 신중한 인물로 세심한주의를 하는 행위를 사용
- 분리신탁기금을 가지고 두면 모든 신탁 기금 이 명확하게 그렇게 레이블 되도록 수탁자의 자기 자금 과 신탁 기금 을 혼합 하지 않는다
- 충실 의무를지고 있으며 수탁인은 자기거래를 하지 않고 이해충돌을 피하며 평등하게 모든 수혜자를 대우해야 한다
- 신중하게 수혜자를 위해 신탁 재산을 생산적인 곳에 투자
- 신탁재산에 손실이 발생할 가능성이 있는 소송으로부터 보호를 하고 신탁 재산이 가진 청구권을 행사한다.
- 신탁을 위해 대출하거나 신탁으로부터 돈을 빌리는 것이 가능하다.

### 대한민국
한국에는 고래로 종중(宗中)·문중(門中)재산의 관리제도(宗孫名義 등으로)가 있어 왔고, 1653년(조선 顯宗시대) 경부터는 '투탁(投託)'이라 하여, 지주(地主)가 자기토지를 궁방전(宮房田)과 같이 가장(假裝)하여 관료의 주구를 피하여 재산을 보호하려는 제도가 발생하여 1909년(光武 11년)에 폐지될 때까지 존속하였고, 또 노복명의(奴僕名義)로 토지를 소유관리하는 풍습 등 신탁과 유사한 제도가 있었다.  일제강점 후(1910∼1931)에는 당시 조선은행(朝鮮銀行) 및 조선식산은행(朝鮮殖産銀行)의 정관에 영업종목으로 신탁업무가 규정되어 금전신탁 및 담보부 사채신탁이 행해진 기록이 있고, 같은 기간에 민간신탁회사로는 남선상사 신탁합자회사(南鮮商社信託合資會社) 등이 1차대전 후의 호경기에 편승, 80여개 사나 난립하여 신탁업의 발흥을 보았는데, 당시는 아직 법제의 뒷받침이 없는 상태였다.  1931년에는 조선신탁업령이 공포되고, 익년에 일본의 신탁업법이 의용되게 되었는데, 당시 신탁회사들은 업무 내용이 잡다하고 경영규모도 영세하여 이 신탁제도에 의하여 새로이 신탁업 면허를 받은 업자는 군산신탁(群山信託) 등 5사에 불과하였다.  1932년에는 상기 5개 사도 자본이 취약하고 사회의 신임을 받기 어려웠으므로 조선은행 및 조선식산은행이 주동이 되어 자본금 1천만원(圓)의 조선신탁주식회사(朝鮮信託株式會社)를 설립하였는데, 동사가 1934년 9월까지 차례로 상기 5개 사를 매수(買收)·합병(合倂)하여 한국내의 유일한 신탁회사로 해방을 맞이하였다.  조선신탁주식회사는 해방 직전인 1945년 3월 현재 금전신탁 1억6200만원(圓), 유가증권 신탁 1900만원(圓), 부동산 신탁 7200만원(圓) 등으로 총수탁고 2억5,400만원(圓)을 가지고 있었는데 침략전쟁기였던 당시 일본의 시국적 요청으로 전비(戰費) 조달에 일익을 담당하였다.  해방 후 조선신탁주식회사의 경영권이 한국인에게 넘어왔으나 극심한 인플레 등의 요인으로 금전신탁 등 수탁전망이 없는데다가, 일본인이 대부분이었던 위탁자들로부터의 대량해약(大量解約), 38선 이북 점포의 상실, 조선 주식취인소(朝鮮 株式取引所)의 해산 및 토지개혁설로 인한 유가증권신탁 및 부동산신탁의 해약으로 신탁업은 존폐의 기로에 서게 되었다. 이러한 사태의 극복을 위하여 1946년에 군정청(軍政廳)은 조선신탁주식회사에 은행업을 겸영하게 하여 상호도 주식회사 조선신탁은행(1950년에는 국호에 따라 한국신탁은행으로 상호변경)으로 개칭하게 하였다.  그 후 이것은 은행업이 주가 되고 신탁업이 위축되는 가운데 상공은행(商工銀行)을 합병하여 한국흥업은행(韓國興業銀行)으로 되고(1954), 다시 한일은행(韓一銀行)으로 개칭하였는데(1960. 1. 1), 신탁재산의 재평가 지시 등 재무부의 명령을 순종치 않았다는 이유로 1960년 7월 21일에 신탁업 면허가 취소되어 신탁업의 역사가 사실상 중단되었다가 경제개발계획의 추진으로 신탁업의 내자조달(內資調達) 기능에 대한 기대가 커짐으로써 1961년 11월에 전기 취소처분이 취소됨으로써 신탁업이 재가되었다.  그러나 신탁업이 은행업무의 부수적인 위치에 있었으므로 각종 재산의 신탁이 소외된 금전신탁 위주로 되었고 신탁자금의 운용에 있어서 독자적이고 견실한 운용을 기하지 못하고 주로 은행계정대출(銀行計定貸出)로 운용되어 그 비율이 60%에 달했는데, 금전신탁 배당율보다 낮은 은행계정대출로 운용함으로써 은행경영상 소망스럽지 못한 결과가 초래되었다.  이런 현실에서 신탁업무는 은행업무의 2선화(二線化) 내지 종속화로 신탁업 자체의 발전이 저해되었으므로 재무당국에서는 신탁업 본연의 발전 및 업무 다양화와 산업자금조달의 극대화를 기하기 위하여 신탁은행을 창설하기에 이르렀다.

### 독일
독일에 있어서는 오래 전부터 신탁사상이 있었으나, 로마법계승 후에는 수탁자의 지위가 후견인 또는 유언집행인에 의하여 보충되었으므로 신탁이 행해지지 않았다. 19세기 후반에 이르러 경제발전이 신탁사상을 다시 고취하고 미국의 신탁제도를 본받아 신탁회사가 발생하였는데 그 최초의 것이 1890년에 설립된 독미 신탁회사(獨美信託會社：Deutsche Amerikanische Treuhandgesellschaft)이다.  독일에 있어서의 신탁회사의 업무는 신탁업무와 비신탁업무의 2가지로 구분된다. 신탁업무로는 수탁자로서의 재산관리업무 외에 유언집행업무·담보부사채신탁업무·등록업무·명의개서업무 등이 영위되고 있으며, 비신탁업무로는 회계검사업무·기업개조업무·청산업무 등을 포함하고 있다.  독일의 신탁회사가 가지는 특질은 은행과 밀접한 관계를 가지고 있어 은행이 신용을 공여한 대상 기업체의 회계검사 등 비신탁업무를 폭넓게 영위하고 있다는 점이다.  현행 신탁제는 금전신탁과 재산신탁으로 대별되며 금전신탁에는 일반 불특정 금전신탁, 적립식 목적신탁, 단위운용신탁(單位運用信託), 연금신탁, 보험부금전신탁, 교원복지신탁, 개발신탁의 8종이 있으며 재산신탁에는 금외신탁(金外信託), 유가증권신탁, 담보부사채신탁 등이 있다.  신탁재산의 운용방법은 관계 법규와 신탁약관, 위탁자별 특약에 의하여 경정되지만 금전은 신탁법 제15조에 의하여 특별한 경우를 제외하고는 공채·사채 및 주식의 응모인수 또는 매입, 유가증권담보대출, 동산담보대출, 부동산 또는 법령에 의하여 설정된 재산을 저당으로 하는 대출, 공공단체에 대한 대출, 은행예금 또는 우편저금, 은행 또는 신탁회사가 인수한 어음의 매입에 한하여 운용토록 되어 있다. 실제 운용상황을 보면 대출금, 유가증권 매입, 은행계정대(銀行計定貸)가 중심이며 이중 특히 대출금이 가장 높은 비중을 차지하고 있다.  신탁업은 중·장기 산업자금의 조달이라는 내자동원(內自動員)의 측면 이외에도 수익자재산의 효율적 관리를 통해 사회보장적 기능으로서 국민복지를 향상한다는 면이 있다.  따라서 신탁제도는 국민의 소득수준의 향상에 비례하여 발전할 수 있는 전망이 밝은 분야라 하겠다. 따라서 신탁에 대해서도 세제혜택을 부여함과 아울러 수탁기관으로 전문화를 통해 일반 국민이 신탁제를 활용토록 유도해 나가야 할 것이며, 대중의 기호에 맞는 신상품의 개발과 신탁절차의 간소화, 재부관리 전문가의 확보로 위탁자의 저변을 확대하고 장래의 수신업무의 확대에 대비토록하고 경제 및 금융의 국제화에 발맞춰 신탁업의 국제화 방안도 모색해 나가야 할 것이다.

## 재단법인
한국에서는 재단법인이 있지만, 영미법에서는 재단법인이 없고, 신탁계약으로 처리한다.

## 같이 보기
- 신탁통치
- 대부신탁
- 신탁회사
- 파산관재인